# Reprezentacja Polski juniorów w piłce siatkowej
Reprezentacja Polski juniorów w piłce siatkowej – narodowy zespół siatkarzy, który reprezentuje Rzeczpospolitą Polską w meczach i turniejach międzynarodowych organizowanych przez FIVB i CEV. Reprezentacja Polski juniorów w tej kategorii pierwszy udział wzięła na Mistrzostwach Europy juniorów w 1966 roku, gdzie zajęła 10. miejsce.

## Udział na Mistrzostwach Europy i Mistrzostwach Świata juniorów
| Rok  | Gospodarz                                          | Turniej                     | Miejsce       |
| 1966 | Budapeszt                                          | Mistrzostwa Europy Juniorów | 10. miejsce   |
| 1969 | Tallinn                                            | Mistrzostwa Europy Juniorów | 7. miejsce    |
| 1971 | Barcelona                                          | Mistrzostwa Europy Juniorów | 2. miejsce    |
| 1973 | Voorburg                                           | Mistrzostwa Europy Juniorów | 3. miejsce    |
| 1975 | Frankfurt nad Menem                                | Mistrzostwa Europy Juniorów | 3. miejsce    |
| 1977 | Montpellier                                        | Mistrzostwa Europy Juniorów | 4. miejsce    |
| 1977 | Rio de Janeiro, São Paulo Brasília, Belo Horizonte | Mistrzostwa Świata Juniorów | brak udziału  |
| 1979 | Porto                                              | Mistrzostwa Europy Juniorów | 8. miejsce    |
| 1981 | Denver                                             | Mistrzostwa Świata Juniorów | brak udziału  |
| 1982 | Monachium                                          | Mistrzostwa Europy Juniorów | brak udziału  |
| 1984 | Clermont-Ferrand                                   | Mistrzostwa Europy Juniorów | 7. miejsce    |
| 1985 | Mediolan                                           | Mistrzostwa Świata Juniorów | brak udziału  |
| 1986 | Pazardżik                                          | Mistrzostwa Europy Juniorów | 8. miejsce    |
| 1987 | Manama                                             | Mistrzostwa Świata Juniorów | brak udziału  |
| 1988 | Bormio                                             | Mistrzostwa Europy Juniorów | 4. miejsce    |
| 1989 | Ateny                                              | Mistrzostwa Świata Juniorów | 7. miejsce    |
| 1990 | Frankfurt nad Menem                                | Mistrzostwa Europy Juniorów | 10. miejsce   |
| 1991 | Kair                                               | Mistrzostwa Świata Juniorów | brak udziału  |
| 1992 | Poznań                                             | Mistrzostwa Europy Juniorów | 7. miejsce    |
| 1993 | Rosario, Santa Fe                                  | Mistrzostwa Świata Juniorów | brak udziału  |
| 1994 | Ankara                                             | Mistrzostwa Europy Juniorów | brak udziału  |
| 1995 | Kuala Lumpur, Johor Bahru                          | Mistrzostwa Świata Juniorów | 8. miejsce    |
| 1996 | Netanja                                            | Mistrzostwa Europy Juniorów | 1. miejsce    |
| 1997 | Manama                                             | Mistrzostwa Świata Juniorów | 1. miejsce    |
| 1998 | Brno                                               | Mistrzostwa Europy Juniorów | 4. miejsce    |
| 1999 | Sisaket, Ubon Ratchathani                          | Mistrzostwa Świata Juniorów | 9-12. miejsce |
| 2000 | Katania                                            | Mistrzostwa Europy Juniorów | 5. miejsce    |
| 2001 | Wrocław                                            | Mistrzostwa Świata Juniorów | 9-12. miejsce |
| 2002 | Katowice                                           | Mistrzostwa Europy Juniorów | 5. miejsce    |
| 2003 | Teheran                                            | Mistrzostwa Świata Juniorów | 1. miejsce    |
| 2004 | Zagrzeb                                            | Mistrzostwa Europy Juniorów | brak udziału  |
| 2005 | Visakhapatnam                                      | Mistrzostwa Świata Juniorów | brak udziału  |
| 2006 | Kazań                                              | Mistrzostwa Europy Juniorów | 7. miejsce    |
| 2007 | Rabat, Casablanca                                  | Mistrzostwa Świata Juniorów | brak udziału  |
| 2008 | Brno                                               | Mistrzostwa Europy Juniorów | 9. miejsce    |
| 2009 | Pune                                               | Mistrzostwa Świata Juniorów | 9. miejsce    |
| 2010 | Mohylew, Bobrujsk                                  | Mistrzostwa Europy Juniorów | 10. miejsce   |
| 2011 | Rio de Janeiro, Niterói                            | Mistrzostwa Świata Juniorów | brak udziału  |
| 2012 | Gdańsk, Randers                                    | Mistrzostwa Europy Juniorów | 6. miejsce    |
| 2013 | Ankara, Izmir                                      | Mistrzostwa Świata Juniorów | brak udziału  |
| 2014 | Brno, Nitra                                        | Mistrzostwa Europy Juniorów | 2. miejsce    |
| 2015 | Tijuana, Mexicali                                  | Mistrzostwa Świata Juniorów | 9. miejsce    |
| 2016 | Płowdiw, Warna                                     | Mistrzostwa Europy Juniorów | 1. miejsce    |
| 2017 | Brno, Czeskie Budziejowice                         | Mistrzostwa Świata Juniorów | 1. miejsce    |
| 2018 | Ede, Kortrijk                                      | Mistrzostwa Europy Juniorów | 6. miejsce    |
| 2019 | Ar-Rifa                                            | Mistrzostwa Świata Juniorów | 11. miejsce   |
| 2020 | Brno, Kuřim                                        | Mistrzostwa Europy Juniorów | 7. miejsce    |
| 2021 | Cagliari, Carbonia Sofia                           | Mistrzostwa Świata Juniorów | 3. miejsce    |
| 2022 | Montesilvano, Vasto                                | Mistrzostwa Europy Juniorów | 2. miejsce    |
| 2023 | Manama                                             | Mistrzostwa Świata Juniorów | 5. miejsce    |
| 2024 | Vrnjačka Banja Arta                                | Mistrzostwa Europy Juniorów | 8. miejsce    |
| 2025 | Jiangmen                                           | Mistrzostwa Świata Juniorów |               |

## Mistrzostwa Europy 2024[9][10]

### Skład
Trenerzy
- Sebastian Pawlik - trener
- Jacek Nawrocki - asystent trenera
- Maciej Zendel - asystent trenera

| Nr | Imię i nazwisko        | Data ur.   | Wzrost | Pozycja      |
| -- | ---------------------- | ---------- | ------ | ------------ |
| 1  | Stanisław Chaciński    | 14.02.2005 | 201    | przyjmujący  |
| 4  | Błażej Bień            | 03.11.2005 | 190    | rozgrywający |
| 5  | Maksymilian Granieczny | 07.07.2005 | 179    | libero       |
| 7  | Aleksander Nowik       | 28.04.2006 | 204    | przyjmujący  |
| 9  | Wiktor Przybyłek       | 16.01.2005 | 200    | środkowy     |
| 10 | Jakub Kiedos           | 23.11.2005 | 204    | przyjmujący  |
| 11 | Oskar Kukie            | 19.04.2006 | 211    | środkowy     |
| 13 | Jakub Kubacki          | 20.09.2005 | 176    | libero       |
| 14 | Kamil Momot            | 03.02.2006 | 208    | środkowy     |
| 15 | Artur Becker           | 30.12.2005 | 196    | rozgrywający |
| 17 | Kamil Urbańczyk        | 08.02.2005 | 204    | środkowy     |
| 19 | Artur Brzostowicz      | 31.05.2005 | 195    | przyjmujący  |
| 20 | Jakub Nowak            | 11.06.2005 | 204    | środkowy     |
| 21 | Michał Grzyb           | 01.01.2005 | 196    | przyjmujący  |
| 22 | Igor Rybak             | 01.01.2005 | 196    | atakujący    |
| 23 | Wiktor Nowak           | 07.10.2005 | 210    | atakujący    |

### Mecze
| Data         | Przeciwnik   | Wynik                                   | Raport       |              |
| Faza grupowa | Faza grupowa | Faza grupowa                            | Faza grupowa | Faza grupowa |
| ------------ | ------------ | --------------------------------------- | ------------ | ------------ |
| 27.08.2024   | Turcja       | 1:3 (24:26, 25:21, 19:25, 21:25)        | raport       |              |
| 28.08.2024   | Austria      | 3:0 (25:14, 25:17, 25:18)               | raport       |              |
| 29.08.2024   | Ukraina      | 1:3 (17:25, 26:28, 25:21, 20:25)        | raport       |              |
| 31.08.2024   | Łotwa        | 3:0 (25:14, 25:19, 25:19)               | raport       |              |
| 01.09.2024   | Serbia       | 3:2 (25:27, 23:25, 25:21, 25:22, 15:10) | raport       |              |
| 03.09.2024   | Francja      | 0:3 (19:25, 18:25, 17:25)               | raport       |              |
| 04.09.2024   | Finlandia    | 3:0 (25:20, 25:18, 25:20)               | raport       |              |

## Mistrzostwa Świata 2023[11]

### Skład
Trenerzy
- Mateusz Grabda - trener
- Maciej Kołodziejczyk - asystent trenera
- Marcin Ogonowski - asystent trenera

| Nr | Imię i nazwisko     | Data ur.   | Wzrost | Pozycja      |
| -- | ------------------- | ---------- | ------ | ------------ |
| 1  | Jakub Majchrzak     | 13.05.2004 | 208    | środkowy     |
| 2  | Kamil Szymendera    | 30.04.2003 | 192    | przyjmujący  |
| 6  | Jakub Olszewski     | 30.01.2003 | 190    | przyjmujący  |
| 7  | Kajetan Kubicki     | 09.02.2003 | 190    | rozgrywający |
| 8  | Tytus Nowik         | 10.01.2003 | 193    | atakujący    |
| 9  | Mateusz Kufka       | 08.11.2003 | 197    | środkowy     |
| 10 | Alaksiej Nasiewicz  | 05.06.2003 | 197    | atakujący    |
| 11 | Piotr Śliwka        | 03.06.2003 | 188    | przyjmujący  |
| 14 | Kuba Hawryluk       | 08.09.2003 | 181    | libero       |
| 16 | Mateusz Nowak       | 29.02.2004 | 213    | środkowy     |
| 18 | Damian Biliński     | 02.08.2003 | 195    | rozgrywający |
| 20 | Marcel Hendzelewski | 29.02.2004 | 191    | przyjmujący  |

### Mecze
| Data                    | Przeciwnik             | Wynik                                   | Raport                 |                        |
| Faza grupowa - I runda  | Faza grupowa - I runda | Faza grupowa - I runda                  | Faza grupowa - I runda | Faza grupowa - I runda |
| ----------------------- | ---------------------- | --------------------------------------- | ---------------------- | ---------------------- |
| 07.07.2023              | Indie                  | 3:1 (25:17, 25:14, 20:25, 25:19)        | raport                 |                        |
| 08.07.2023              | Kanada                 | 3:0 (25:14, 25:17, 25:21)               | raport                 |                        |
| 09.07.2023              | Bułgaria               | 2:3 (23:25, 28:26, 17:25, 25:22, 11:15) | raport                 |                        |
| Faza grupowa - II runda |                        |                                         |                        |                        |
| 11.07.2023              | Iran                   | 0:3 (17:25, 23:25, 23:25)               | raport                 |                        |
| 12.07.2023              | Bułgaria               | 0:3 (18:25, 33:35, 18:25)               | raport                 |                        |
| 13.07.2023              | Tajlandia              | 3:0 (25:16, 25:17, 25:18)               | raport                 |                        |
| Mecz o 5-8. miejsca     |                        |                                         |                        |                        |
| 15.07.2023              | Belgia                 | 3:0 (25:19, 25:19, 27:25)               | raport                 |                        |
| Mecz o 5. miejsce       |                        |                                         |                        |                        |
| 16.07.2023              | Brazylia               | 3:1 (25:22, 21:25, 25:17, 25:22)        | raport                 |                        |

## Mistrzostwa Europy 2022[12]

### Skład
Trenerzy
- Mateusz Grabda - trener
- Marcin Ogonowski - asystent trenera

| Nr | Imię i nazwisko        | Data ur.   | Wzrost | Pozycja      |
| -- | ---------------------- | ---------- | ------ | ------------ |
| 1  | Jakub Majchrzak        | 13.05.2004 | 208    | środkowy     |
| 2  | Kamil Szymendera       | 30.04.2003 | 192    | przyjmujący  |
| 3  | Maksymilian Kędzierski | 13.03.2003 | 183    | libero       |
| 6  | Jakub Olszewski        | 30.01.2003 | 190    | przyjmujący  |
| 7  | Kajetan Kubicki        | 09.02.2003 | 190    | rozgrywający |
| 8  | Tytus Nowik            | 10.01.2003 | 193    | atakujący    |
| 9  | Mateusz Kufka          | 08.11.2003 | 197    | środkowy     |
| 11 | Piotr Śliwka           | 03.06.2003 | 188    | przyjmujący  |
| 13 | Dominik Czerny         | 04.04.2003 | 196    | przyjmujący  |
| 14 | Kuba Hawryluk          | 08.09.2003 | 181    | libero       |
| 15 | Mateusz Nowak          | 29.02.2004 | 213    | środkowy     |
| 18 | Damian Biliński        | 02.08.2003 | 195    | rozgrywający |
| 21 | Kacper Ratajewski      | 26.06.2003 | 203    | atakujący    |
| 22 | Jakub Gaweł            | 28.03.2003 | 204    | środkowy     |

### Mecze
| Data         | Przeciwnik   | Wynik                                   | Raport       |              |
| Faza grupowa | Faza grupowa | Faza grupowa                            | Faza grupowa | Faza grupowa |
| ------------ | ------------ | --------------------------------------- | ------------ | ------------ |
| 17.09.2022   | Słowacja     | 3:1 (25:21, 21:25, 25:14, 25:8)         | raport       |              |
| 18.09.2022   | Serbia       | 3:0 (25:21, 25:17, 25:17)               | raport       |              |
| 19.09.2022   | Francja      | 3:0 (25:20, 25:21, 25:23)               | raport       |              |
| 21.09.2022   | Słowenia     | 3:2 (20:25, 25:19, 23:25, 25:19, 15:12) | raport       |              |
| 22.09.2022   | Włochy       | 0:3 (18:25, 24:26, 14:25)               | raport       |              |
| Półfinał     |              |                                         |              |              |
| 24.09.2022   | Belgia       | 3:0 (25:20, 25:17, 25:15)               | raport       |              |
| Finał        |              |                                         |              |              |
| 25.09.2022   | Włochy       | 2:3 (19:25, 19:25, 24:26, 17:25, 6:15)  | raport       |              |

## Mistrzostwa Świata 2021[13]

### Skład
Trenerzy
- Daniel Pliński - trener
- Ariel Fijoł, Bartosz Lickindorf - asystenci trenera

| Nr | Imię i nazwisko   | Data ur.   | Wzrost | Pozycja      |
| -- | ----------------- | ---------- | ------ | ------------ |
| 4  | Jakub Kraut       | 14.09.2001 | 193    | przyjmujący  |
| 5  | Jakub Strulak     | 12.05.2001 | 210    | środkowy     |
| 8  | Dawid Pawlun      | 22.05.2001 | 198    | rozgrywający |
| 9  | Jakub Czerwiński  | 22.07.2001 | 195    | przyjmujący  |
| 10 | Bartosz Gomułka   | 30.05.2002 | 202    | atakujący    |
| 12 | Karol Urbanowicz  | 24.02.2001 | 200    | środkowy     |
| 13 | Adrian Markiewicz | 12.04.2002 | 211    | środkowy     |
| 14 | Michał Gierżot    | 04.10.2001 | 206    | przyjmujący  |
| 18 | Maciej Nowowsiak  | 20.09.2001 | 189    | libero       |
| 19 | Dawid Dulski      | 01.11.2002 | 210    | atakujący    |
| 42 | Igor Gniecki      | 16.04.2002 | 193    | rozgrywający |
| 47 | Antoni Kwasigroch | 27.01.2002 | 192    | przyjmujący  |

### Mecze
| Data                    | Przeciwnik             | Wynik                                   | Raport                 |                        |
| I Runda - Faza grupowa  | I Runda - Faza grupowa | I Runda - Faza grupowa                  | I Runda - Faza grupowa | I Runda - Faza grupowa |
| ----------------------- | ---------------------- | --------------------------------------- | ---------------------- | ---------------------- |
| 23.09.2021              | Kuba                   | 3:1 (25:16, 25:19, 18:25, 25:19)        | raport                 |                        |
| 24.09.2021              | Bahrajn                | 3:0 (25:21, 25:20, 25:21)               | raport                 |                        |
| 25.09.2021              | Bułgaria               | 3:1 (29:27, 25:19, 23:25, 25:19)        | raport                 |                        |
| II Runda - Faza grupowa |                        |                                         |                        |                        |
| 27.09.2021              | Brazylia               | 3:1 (28:26, 25:23, 19:25, 25:23)        | raport                 |                        |
| 28.09.2021              | Bułgaria               | 3:2 (21:25, 23:25, 25:22, 25:22, 15:12) | raport                 |                        |
| 29.09.2021              | Rosja                  | 1:3 (23:25, 25:17, 18:25, 20:25)        | raport                 |                        |
| Półfinał                |                        |                                         |                        |                        |
| 02.10.2021              | Włochy                 | 2:3 (25:20, 25:20, 11:25, 20:25, 12:15) | raport                 |                        |
| Mecz o 3. miejsce       |                        |                                         |                        |                        |
| 03.10.2021              | Argentyna              | 3:0 (25:16, 25:14, 25:19)               | raport                 |                        |

## Mistrzostwa Europy 2020

### Skład[14]
Trenerzy
- Sebastian Pawlik - trener
- Maciej Zendeł - asystent trenera

| Nr | Imię i nazwisko   | Data ur.   | Wzrost | Pozycja      |
| -- | ----------------- | ---------- | ------ | ------------ |
| 3  | Jakub Czerwiński  | 22.07.2001 | 195    | przyjmujący  |
| 5  | Jakub Strulak     | 12.05.2001 | 210    | środkowy     |
| 6  | Przemysław Kupka  | 09.03.2001 | 206    | atakujący    |
| 7  | Jakub Czyżowski   | 14.12.2001 | 193    | przyjmujący  |
| 9  | Jakub Durski      | 29.06.2001 | 178    | rozgrywający |
| 10 | Bartosz Gomułka   | 30.05.2002 | 202    | atakujący    |
| 12 | Karol Urbanowicz  | 24.02.2001 | 200    | środkowy     |
| 13 | Adrian Markiewicz | 12.04.2002 | 211    | środkowy     |
| 14 | Michał Gierżot    | 04.10.2001 | 206    | przyjmujący  |
| 15 | Jakub Dereń       | 12.12.2001 | 175    | libero       |
| 21 | Dawid Pawlun      | 22.05.2001 | 198    | rozgrywający |
| 22 | Mateusz Borkowski | 18.02.2002 | 199    | atakujący    |

### Mecze
| Data                | Przeciwnik   | Wynik                                   | Raport       |              |
| Faza grupowa        | Faza grupowa | Faza grupowa                            | Faza grupowa | Faza grupowa |
| ------------------- | ------------ | --------------------------------------- | ------------ | ------------ |
| 26.09.2020          | Serbia       | 3:0 (25:19, 25:16, 25:18)               | raport       |              |
| 27.09.2020          | Włochy       | 0:3 (24:26, 27:29, 20:25)               | raport       |              |
| 28.09.2020          | Belgia       | 2:3 (29:27, 25:22, 16:25, 23:25, 8:15)  | raport       |              |
| 30.09.2020          | Czechy       | 3:0 (25:23, 25:11, 25:20)               | raport       |              |
| 01.10.2020          | Francja      | 0:3 (23:25, 19:25, 19:25)               | raport       |              |
| Mecz o 5-8. miejsce |              |                                         |              |              |
| 03.10.2020          | Holandia     | 2:3 (23:25, 25:18, 23:25, 25:13, 13:15) | raport       |              |
| Mecz o 7. miejsce   |              |                                         |              |              |
| 04.10.2020          | Niemcy       | 3:0 (25:16, 25:18, 25:20)               | raport       |              |

## Mistrzostwa Świata 2019

### Skład[15]
Trenerzy
- Michał Bąkiewicz - trener
- Piotr Pszczoła - asystent trenera

| Nr | Imię i nazwisko     | Data ur.   | Wzrost | Pozycja      |
| -- | ------------------- | ---------- | ------ | ------------ |
| 1  | Wiktor Rajsner      | 13.04.1999 | 205    | środkowy     |
| 3  | Wiktor Nowak        | 21.05.1999 | 186    | rozgrywający |
| 6  | Kamil Kosiba        | 22.02.1999 | 200    | przyjmujący  |
| 8  | Jakub Czerwiński    | 22.07.2001 | 195    | przyjmujący  |
| 9  | Bartłomiej Zawalski | 13.02.1999 | 204    | środkowy     |
| 10 | Remigiusz Kapica    | 28.09.2000 | 200    | atakujący    |
| 11 | Rafał Prokopczuk    | 23.03.1999 | 187    | rozgrywający |
| 12 | Mateusz Janikowski  | 05.05.1999 | 201    | przyjmujący  |
| 16 | Mateusz Poręba      | 24.08.1999 | 202    | środkowy     |
| 17 | Bartosz Firszt      | 19.03.1999 | 198    | przyjmujący  |
| 18 | Filip Grygiel       | 12.02.2000 | 201    | atakujący    |
| 20 | Kamil Szymura       | 24.01.1999 | 185    | libero       |

### Mecze
| Data                    | Przeciwnik             | Wynik                                   | Raport                 |                        |
| I Runda - Faza grupowa  | I Runda - Faza grupowa | I Runda - Faza grupowa                  | I Runda - Faza grupowa | I Runda - Faza grupowa |
| ----------------------- | ---------------------- | --------------------------------------- | ---------------------- | ---------------------- |
| 18.07.2019              | Brazylia               | 1:3 (23:25, 25:23, 18:25, 19:25)        | raport                 |                        |
| 19.07.2019              | Włochy                 | 0:3 (23:25, 21:25, 26:28)               | raport                 |                        |
| 20.07.2019              | Kanada                 | 3:1 (20:25, 25:20, 25:18, 26:24)        | raport                 |                        |
| II Runda - Faza grupowa |                        |                                         |                        |                        |
| 22.07.2019              | Maroko                 | 3:0 (25:16, 25:16, 25:11)               | raport                 |                        |
| 23.07.2019              | Tunezja                | 3:0 (25:21, 25:16, 25:20)               | raport                 |                        |
| 24.07.2019              | Kuba                   | 1:3 (25:21, 24:26, 22:25, 31:33)        | raport                 |                        |
| Mecz o 9-12. miejsce    |                        |                                         |                        |                        |
| 26.07.2019              | Czechy                 | 2:3 (20:25, 25:22, 25:19, 20:25, 9:15)  | raport                 |                        |
| Mecz o 11. miejsce      |                        |                                         |                        |                        |
| 27.07.2019              | Kanada                 | 3:2 (15:25, 25:23, 28:26, 23:25, 15:12) | raport                 |                        |

## Mistrzostwa Europy 2018

### Skład[16]
Trenerzy
- Mariusz Sordyl - trener
- Michał Bąkiewicz - asystent trenera

| Nr | Imię i nazwisko    | Data ur.   | Wzrost | Pozycja      |
| -- | ------------------ | ---------- | ------ | ------------ |
| 3  | Wiktor Nowak       | 21.05.1999 | 186    | rozgrywający |
| 5  | Mikołaj Sawicki    | 23.11.1999 | 198    | przyjmujący  |
| 6  | Kamil Kosiba       | 22.02.1999 | 200    | przyjmujący  |
| 7  | Sebastian Adamczyk | 18.02.1999 | 208    | środkowy     |
| 10 | Remigiusz Kapica   | 28.09.2000 | 200    | atakujący    |
| 11 | Rafał Prokopczuk   | 23.03.1999 | 187    | rozgrywający |
| 13 | Bartosz Michalak   | 31.03.2000 | 199    | środkowy     |
| 14 | Mateusz Janikowski | 05.05.1999 | 201    | przyjmujący  |
| 16 | Mateusz Poręba     | 24.08.1999 | 202    | środkowy     |
| 17 | Bartosz Firszt     | 19.03.1999 | 198    | przyjmujący  |
| 18 | Filip Grygiel      | 12.02.2000 | 201    | atakujący    |
| 20 | Kamil Szymura      | 24.01.1999 | 185    | libero       |

### Mecze
| Data                | Przeciwnik   | Wynik                                  | Raport       |              |
| Faza grupowa        | Faza grupowa | Faza grupowa                           | Faza grupowa | Faza grupowa |
| ------------------- | ------------ | -------------------------------------- | ------------ | ------------ |
| 14.07.2018          | Belgia       | 0:3 (13:25, 23:25, 29:31)              | raport       |              |
| 15.07.2018          | Rosja        | 3:2 (24:26, 23:25, 25:19, 25:18, 15:9) | raport       |              |
| 16.07.2018          | Francja      | 3:1 (25:17, 24:26, 25:17, 25:22)       | raport       |              |
| 18.07.2018          | Turcja       | 3:1 (25:12, 25:23, 24:26, 25:22)       | raport       |              |
| 19.07.2018          | Włochy       | 1:3 (24:26, 25:22, 18:25, 18:25)       | raport       |              |
| Mecz o 5-8. miejsce |              |                                        |              |              |
| 21.07.2018          | Białoruś     | 3:1 (29:27, 26:28, 25:21, 25:18)       | raport       |              |
| Mecz o 5. miejsce   |              |                                        |              |              |
| 22.07.2018          | Niemcy       | 1:3 (25:21, 23:25, 22:25, 16:25)       | raport       |              |

## Mistrzostwa Świata 2017

### Skład[17]
Trenerzy
- Sebastian Pawlik - trener
- Maciej Zendeł - asystent trenera

| Nr | Imię i nazwisko      | Data ur.   | Wzrost | Pozycja      |
| -- | -------------------- | ---------- | ------ | ------------ |
| 2  | Bartosz Kwolek       | 17.07.1997 | 193    | przyjmujący  |
| 3  | Jakub Kochanowski    | 17.07.1997 | 199    | środkowy     |
| 4  | Łukasz Kozub         | 03.11.1997 | 186    | rozgrywający |
| 5  | Radosław Gil         | 25.01.1997 | 191    | rozgrywający |
| 6  | Szymon Jakubiszak    | 13.02.1998 | 208    | przyjmujący  |
| 8  | Jędrzej Gruszczyński | 13.11.1997 | 186    | libero       |
| 9  | Jakub Ziobrowski     | 23.01.1997 | 202    | atakujący    |
| 10 | Damian Domagała      | 23.04.1998 | 200    | atakujący    |
| 13 | Mateusz Masłowski    | 13.06.1997 | 185    | libero       |
| 15 | Norbert Huber        | 14.08.1998 | 207    | środkowy     |
| 16 | Jarosław Mucha       | 25.05.1997 | 204    | środkowy     |
| 18 | Tomasz Fornal        | 31.08.1997 | 200    | przyjmujący  |

### Mecze
| Data                    | Przeciwnik             | Wynik                                   | Raport                 |                        |
| I Runda - Faza grupowa  | I Runda - Faza grupowa | I Runda - Faza grupowa                  | I Runda - Faza grupowa | I Runda - Faza grupowa |
| ----------------------- | ---------------------- | --------------------------------------- | ---------------------- | ---------------------- |
| 23.06.2017              | Maroko                 | 3:0 (25:9, 25:15, 25:15)                | raport                 |                        |
| 24.06.2017              | Czechy                 | 3:0 (29:27, 25:23, 25:13)               | raport                 |                        |
| 25.06.2017              | Kanada                 | 3:0 (31:29, 25:23, 25:20)               | raport                 |                        |
| II Runda - Faza grupowa |                        |                                         |                        |                        |
| 27.06.2017              | Chiny                  | 3:2 (25:13, 18:25, 23:25, 25:18, 15:8)  | raport                 |                        |
| 28.06.2017              | Kuba                   | 3:0 (25:17, 25:22, 25:20)               | raport                 |                        |
| 29.06.2017              | Iran                   | 3:2 (27:29, 25:21, 20:25, 25:20, 15:11) | raport                 |                        |
| Półfinał                |                        |                                         |                        |                        |
| 01.07.2017              | Brazylia               | 3:2 (25:21, 25:19, 21:25, 23:25, 15:12) | raport                 |                        |
| Finał                   |                        |                                         |                        |                        |
| 02.07.2017              | Kuba                   | 3:0 (25:20, 25:10, 25:19)               | raport                 |                        |

## Mistrzostwa Europy 2016[18]

### Skład
Trenerzy
- Sebastian Pawlik - trener
- Wojciech Bańbuła - asystent trenera

| Nr | Imię i nazwisko   | Data ur.   | Wzrost | Pozycja      |
| -- | ----------------- | ---------- | ------ | ------------ |
| 2  | Bartosz Kwolek    | 17.07.1997 | 193    | przyjmujący  |
| 3  | Jakub Kochanowski | 17.07.1997 | 199    | środkowy     |
| 4  | Łukasz Kozub      | 03.11.1997 | 186    | rozgrywający |
| 6  | Szymon Jakubiszak | 13.02.1998 | 208    | przyjmujący  |
| 9  | Jakub Ziobrowski  | 23.01.1997 | 202    | atakujący    |
| 10 | Damian Domagała   | 23.04.1998 | 200    | atakujący    |
| 12 | Dawid Woch        | 16.05.1997 | 198    | środkowy     |
| 13 | Mateusz Masłowski | 13.06.1997 | 185    | libero       |
| 15 | Norbert Huber     | 14.08.1998 | 207    | środkowy     |
| 17 | Łukasz Rajchelt   | 12.02.1999 | 188    | rozgrywający |
| 18 | Tomasz Fornal     | 31.08.1997 | 200    | przyjmujący  |
| 20 | Sławomir Busch    | 03.03.1998 | 191    | przyjmujący  |

### Mecze
| Data         | Przeciwnik   | Wynik                                   | Raport       |              |
| Faza grupowa | Faza grupowa | Faza grupowa                            | Faza grupowa | Faza grupowa |
| ------------ | ------------ | --------------------------------------- | ------------ | ------------ |
| 02.09.2016   | Francja      | 3:2 (20:25, 22:25, 25:15, 25:22, 15:11) | raport       |              |
| 03.09.2016   | Ukraina      | 3:0 (25:21, 25:20, 25:18)               | raport       |              |
| 04.09.2016   | Niemcy       | 3:0 (25:16, 25:20, 25:17)               | raport       |              |
| 06.09.2016   | Słowenia     | 3:1 (25:16, 23:25, 25:19, 25:19)        | raport       |              |
| 07.09.2016   | Bułgaria     | 3:0 (25:22, 25:22, 25:20)               | raport       |              |
| Półfinał     |              |                                         |              |              |
| 09.09.2016   | Rosja        | 3:1 (25:23, 25:20, 19:25, 25:22)        | raport       |              |
| Finał        |              |                                         |              |              |
| 10.09.2016   | Ukraina      | 3:1 (29:27, 25:21, 21:25, 25:12)        | raport       |              |

## Mistrzostwa Świata 2015

### Skład[19]
Trenerzy
- Jakub Bednaruk - trener
- Wojciech Serafin - asystent trenera

| Nr | Imię i nazwisko      | Data ur.   | Wzrost | Pozycja      |
| -- | -------------------- | ---------- | ------ | ------------ |
| 3  | Jakub Popiwczak      | 17.04.1996 | 180    | libero       |
| 4  | Marcin Komenda       | 24.05.1996 | 198    | rozgrywający |
| 5  | Paweł Halaba         | 14.12.1995 | 195    | przyjmujący  |
| 6  | Dominik Depowski     | 27.10.1995 | 203    | przyjmujący  |
| 9  | Krzysztof Bieńkowski | 19.06.1995 | 198    | rozgrywający |
| 10 | Bartłomiej Lemański  | 19.03.1996 | 217    | środkowy     |
| 11 | Aleksander Śliwka    | 24.05.1995 | 196    | przyjmujący  |
| 13 | Rafał Szymura        | 29.08.1995 | 196    | przyjmujący  |
| 14 | Marcin Kania         | 14.02.1996 | 203    | środkowy     |
| 17 | Paweł Gryc           | 09.01.1996 | 208    | atakujący    |
| 18 | Bartłomiej Mordyl    | 21.01.1995 | 201    | środkowy     |
| 19 | Bartłomiej Lipiński  | 16.11.1996 | 201    | atakujący    |

### Mecze
| Data                    | Przeciwnik             | Wynik                                   | Raport                 |                        |
| I Runda - Faza grupowa  | I Runda - Faza grupowa | I Runda - Faza grupowa                  | I Runda - Faza grupowa | I Runda - Faza grupowa |
| ----------------------- | ---------------------- | --------------------------------------- | ---------------------- | ---------------------- |
| 11.09.2015              | Rosja                  | 0:3 (20:25, 23:25, 24:26)               | raport                 |                        |
| 12.09.2015              | Stany Zjednoczone      | 3:0 (25:22, 25:19, 25:14)               | raport                 |                        |
| 13.09.2015              | Argentyna              | 1:3 (30:32, 25:16, 24:26, 20:25)        | raport                 |                        |
| II Runda - Faza grupowa |                        |                                         |                        |                        |
| 15.09.2015              | Kuba                   | 3:2 (25:20, 30:32, 16:25, 25:20, 15:12) | raport                 |                        |
| 16.09.2015              | Egipt                  | 3:1 (23:25, 25:21, 25:21, 25:17)        | raport                 |                        |
| 17.09.2015              | Francja                | 3:1 (25:16, 25:17, 28:30, 25:19)        | raport                 |                        |
| Mecz o 9-12 miejsce     |                        |                                         |                        |                        |
| 19.09.2015              | Iran                   | 3:1 (21:25, 25:21, 25:22, 25:19)        | raport                 |                        |
| Mecz o 9 miejsce        |                        |                                         |                        |                        |
| 20.09.2015              | Francja                | 3:0 (25:20, 30:28, 25:19)               | raport                 |                        |

## Mistrzostwa Europy 2014

### Skład[20]
Trenerzy
- Jacek Nawrocki - trener
- Maciej Zendeł - asystent trenera

| Nr | Imię i nazwisko      | Data ur.   | Wzrost | Pozycja      |
| -- | -------------------- | ---------- | ------ | ------------ |
| 1  | Jakub Zwiech         | 06.11.1996 | 202    | środkowy     |
| 6  | Paweł Gryc           | 09.01.1996 | 208    | atakujący    |
| 7  | Tomasz Fornal        | 31.08.1997 | 200    | przyjmujący  |
| 8  | Bartosz Bućko        | 06.01.1995 | 195    | przyjmujący  |
| 9  | Krzysztof Bieńkowski | 19.06.1995 | 198    | rozgrywający |
| 11 | Aleksander Śliwka    | 24.05.1995 | 196    | przyjmujący  |
| 13 | Rafał Szymura        | 29.08.1995 | 196    | przyjmujący  |
| 14 | Kamil Droszyński     | 28.01.1997 | 190    | rozgrywający |
| 15 | Jakub Kochanowski    | 17.07.1997 | 199    | środkowy     |
| 16 | Jakub Zabłocki       | 10.04.1995 | 180    | libero       |
| 17 | Kacper Piechocki     | 17.12.1995 | 184    | libero       |
| 18 | Bartłomiej Mordyl    | 21.01.1995 | 201    | środkowy     |

### Mecze
| Data         | Przeciwnik   | Wynik                                  | Raport       |              |
| Faza grupowa | Faza grupowa | Faza grupowa                           | Faza grupowa | Faza grupowa |
| ------------ | ------------ | -------------------------------------- | ------------ | ------------ |
| 29.08.2014   | Słowenia     | 3:1 (25:15, 25:17, 20:25, 25:16)       | raport       |              |
| 30.08.2014   | Belgia       | 3:0 (25:17, 25:18, 25:13)              | raport       |              |
| 31.08.2014   | Turcja       | 3:2 (25:15, 26:28, 24:26, 25:13, 15:9) | raport       |              |
| 02.09.2014   | Rumunia      | 3:0 (25:13, 25:22, 26:24)              | raport       |              |
| 03.09.2014   | Czechy       | 3:0 (25:19, 29:27, 33:31)              | raport       |              |
| Półfinał     |              |                                        |              |              |
| 05.09.2014   | Francja      | 3:1 (25:19, 21:25, 25:19, 25:21)       | raport       |              |
| Finał        |              |                                        |              |              |
| 06.09.2014   | Rosja        | 0:3 (16:25, 16:25, 26:28)              | raport       |              |

## Mistrzostwa Europy 2012

### Skład[21]
Trenerzy
- Jacek Nawrocki - trener
- Maciej Zendeł - asystent trenera

| Nr | Imię i nazwisko     | Data ur.   | Wzrost | Pozycja      |
| -- | ------------------- | ---------- | ------ | ------------ |
| 1  | Jan Nowakowski      | 17.05.1994 | 202    | środkowy     |
| 2  | Maciej Muzaj        | 21.05.1994 | 208    | atakujący    |
| 3  | Nikodem Wolański    | 19.01.1994 | 198    | rozgrywający |
| 4  | Bartłomiej Krulicki | 15.09.1993 | 205    | środkowy     |
| 7  | Piotr Orczyk        | 19.03.1993 | 198    | przyjmujący  |
| 9  | Bartosz Bednorz     | 25.07.1994 | 201    | przyjmujący  |
| 10 | Jakub Wachnik       | 16.02.1993 | 202    | przyjmujący  |
| 11 | Łukasz Łapszyński   | 23.09.1993 | 195    | przyjmujący  |
| 12 | Kamil Maruszczyk    | 13.01.1993 | 191    | przyjmujący  |
| 13 | Jakub Woś           | 09.03.1993 | 185    | libero       |
| 14 | Marcin Janusz       | 31.07.1994 | 195    | rozgrywający |
| 17 | Kacper Piechocki    | 17.12.1995 | 184    | libero       |

### Mecze
| Data               | Przeciwnik   | Wynik                                   | Raport       |              |
| Faza grupowa       | Faza grupowa | Faza grupowa                            | Faza grupowa | Faza grupowa |
| ------------------ | ------------ | --------------------------------------- | ------------ | ------------ |
| 25.08.2012         | Finlandia    | 3:1 (23:25, 25:20, 25:20, 25:21)        | raport       |              |
| 26.08.2012         | Belgia       | 2:3 (17:25, 25:20, 22:25, 25:22, 11:15) | raport       |              |
| 27.08.2012         | Włochy       | 3:2 (21:25, 18:25, 25:20, 25:19, 15:6)  | raport       |              |
| 29.08.2012         | Serbia       | 3:0 (25:21, 25:16, 25:22)               | raport       |              |
| 30.08.2012         | Rosja        | 2:3 (23:25, 28:26, 17:25, 25:16, 13:15) | raport       |              |
| Mecz o 5-8 miejsce |              |                                         |              |              |
| 01.09.2012         | Niemcy       | 3:1 (25:10, 23:25, 25:20, 25:19)        | raport       |              |
| Mecz o 5 miejsce   |              |                                         |              |              |
| 02.09.2012         | Rosja        | 1:3 (23:25, 25:20, 27:29, 19:25)        | raport       |              |

## Mistrzostwa Europy 2010

### Skład
Trenerzy
- Grzegorz Ryś - trener

| Nr | Imię i nazwisko       | Data ur.   | Wzrost | Pozycja      |
| -- | --------------------- | ---------- | ------ | ------------ |
| 1  | Bartosz Kaczmarek     | 17.01.1991 | 183    | libero       |
| 5  | Krzysztof Modzelewski | 05.02.1992 | 197    | przyjmujący  |
| 6  | Adrian Buchowski      | 30.09.1991 | 194    | przyjmujący  |
| 7  | Mateusz Mika          | 21.01.1991 | 207    | przyjmujący  |
| 8  | Tomasz Kalembka       | 30.06.1991 | 205    | środkowy     |
| 10 | Miłosz Hebda          | 11.03.1991 | 208    | atakujący    |
| 11 | Patryk Szczurek       | 06.02.1991 | 193    | rozgrywający |
| 12 | Mateusz Piotrowski    | 24.06.1991 | 201    | atakujący    |
| 15 | Wojciech Ferens       | 05.04.1991 | 194    | przyjmujący  |
| 16 | Piotr Hain            | 26.02.1991 | 207    | środkowy     |
| 17 | Kacper Gonciarz       | 31.08.1992 | 191    | rozgrywający |
| 18 | Dawid Dryja           | 21.07.1992 | 201    | środkowy     |

### Mecze
| Data         | Przeciwnik   | Wynik                                   | Raport       |              |
| Faza grupowa | Faza grupowa | Faza grupowa                            | Faza grupowa | Faza grupowa |
| ------------ | ------------ | --------------------------------------- | ------------ | ------------ |
| 28.08.2010   | Turcja       | 3:2 (25:20, 25:12, 20:25, 16:25, 15:10) | raport       |              |
| 29.08.2010   | Holandia     | 1:3 (18:25, 21:25, 25:9, 23:25)         | raport       |              |
| 30.08.2010   | Belgia       | 3:1 (23:25, 25:15, 25:17, 25:20)        | raport       |              |
| 01.09.2010   | Niemcy       | 0:3 (23:25, 16:25, 15:25)               | raport       |              |
| 02.09.2010   | Rosja        | 0:3 (21:25, 30:32, 16:25)               | raport       |              |

## Mistrzostwa Świata 2009

### Skład[22]
Trenerzy
- Stanisław Gościniak - trener
- Karol Janaszewski - asystent trenera

| Nr | Imię i nazwisko     | Data ur.   | Wzrost | Pozycja      |
| -- | ------------------- | ---------- | ------ | ------------ |
| 2  | Mateusz Mika        | 21.01.1991 | 207    | przyjmujący  |
| 4  | Jan Król            | 23.08.1989 | 198    | atakujący    |
| 6  | Łukasz Wiśniewski   | 03.02.1989 | 198    | środkowy     |
| 7  | Maciej Krzywiecki   | 27.10.1989 | 190    | przyjmujący  |
| 8  | Karol Kłos          | 08.08.1989 | 201    | środkowy     |
| 10 | Mateusz Jasiński    | 31.01.1989 | 197    | przyjmujący  |
| 13 | Wojciech Kozłowski  | 25.06.1989 | 195    | przyjmujący  |
| 15 | Fabian Drzyzga      | 03.01.1990 | 196    | rozgrywający |
| 16 | Dawid Konarski      | 31.08.1989 | 198    | atakujący    |
| 17 | Paweł Zatorski      | 21.06.1990 | 184    | libero       |
| 18 | Wojciech Włodarczyk | 28.10.1990 | 200    | rozgrywający |
|    | Łukasz Polański     | 29.01.1989 | 205    | środkowy     |

### Mecze
| Data                    | Przeciwnik             | Wynik                                   | Raport                 |                        |
| I Runda - Faza grupowa  | I Runda - Faza grupowa | I Runda - Faza grupowa                  | I Runda - Faza grupowa | I Runda - Faza grupowa |
| ----------------------- | ---------------------- | --------------------------------------- | ---------------------- | ---------------------- |
| 31.07.2009              | Kanada                 | 2:3 (25:19, 21:25, 25:15, 20:25, 11:15) | raport                 |                        |
| 01.08.2009              | Rosja                  | 2:3 (30:32, 25:21, 25:16, 22:25, 10:15) | raport                 |                        |
| 02.08.2009              | Brazylia               | 0:3 (18:25, 23:25, 18:25)               | raport                 |                        |
| II Runda - Faza grupowa |                        |                                         |                        |                        |
| 04.08.2009              | Białoruś               | 3:0 (25:19, 25:23, 25:20)               | raport                 |                        |
| 05.08.2009              | Egipt                  | 3:1 (25:22, 25:21, 23:25, 25:21)        | raport                 |                        |
| 06.08.2009              | Francja                | 3:2 (26:24, 20:25, 16:25, 25:20, 15:12) | raport                 |                        |
| Mecz o 9-12 miejsce     |                        |                                         |                        |                        |
| 08.08.2009              | Kanada                 | 3:0 (25:18, 25:18, 25:21)               | raport                 |                        |
| Mecz o 9 miejsce        |                        |                                         |                        |                        |
| 09.08.2009              | Francja                | 3:0 (25:14, 25:23, 25:17)               | raport                 |                        |

## Mistrzostwa Europy 2008[23]

### Skład
Trenerzy
- Karol Janaszewski - trener
- Maciej Zendeł - asystent trenera

| Nr | Imię i nazwisko    | Data ur.   | Wzrost | Pozycja      |
| -- | ------------------ | ---------- | ------ | ------------ |
|    | Fabian Drzyzga     | 03.01.1990 | 196    | rozgrywający |
|    | Mateusz Jasiński   | 31.01.1989 | 197    | przyjmujący  |
|    | Karol Kłos         | 08.08.1989 | 201    | środkowy     |
|    | Jan Król           | 23.08.1989 | 198    | atakujący    |
|    | Maciej Krzywiecki  | 27.10.1989 | 190    | przyjmujący  |
|    | Mateusz Mika       | 21.01.1991 | 207    | przyjmujący  |
|    | Łukasz Polański    | 29.01.1989 | 205    | środkowy     |
|    | Patryk Strzeżek    | 19.11.1989 | 202    | atakujący    |
|    | Łukasz Wiśniewski  | 03.02.1989 | 198    | środkowy     |
|    | Grzegorz Wójtowicz | 26.06.1989 | 191    | przyjmujący  |
|    | Łukasz Wroński     | 22.03.1989 | 199    | rozgrywający |
|    | Paweł Zatorski     | 21.06.1990 | 184    | libero       |

### Mecze
| 30.08.2008 | Rosja  | 2:3 (14:25, 25:21, 25:21, 9:25, 6:15) |
| 31.08.2008 | Turcja | 1:3 (21:25, 22:25, 25:21, 25:27)      |
| 01.09.2008 | Niemcy | 0:3 (18:25, 19:25, 22:25)             |
| 03.09.2008 | Włochy | 3:1 (25:23, 25:22, 23:25, 25:19)      |
| 04.09.2008 | Belgia | 1:3 (22:25, 23:25, 27:25, 16:25)      |

## Mistrzostwa Europy 2006

### Mecze
| Data               | Przeciwnik          | Wynik                                   |              |              |
| Faza grupowa       | Faza grupowa        | Faza grupowa                            | Faza grupowa | Faza grupowa |
| ------------------ | ------------------- | --------------------------------------- | ------------ | ------------ |
| 06.09.2006         | Ukraina             | 3:1 (30:28, 27:29, 25:13, 25:15)        |              |              |
| 07.09.2006         | Słowenia            | 2:3 (25:21, 22:25, 22:25, 25:21, 18:20) |              |              |
| 08.09.2006         | Serbia i Czarnogóra | 1:3 (17:25, 25:17, 24:26, 22:25)        |              |              |
| 10.09.2006         | Belgia              | 3:1 (25:21, 26:24, 18:25, 25:19)        |              |              |
| 11.09.2006         | Rosja               | 1:3 (11:25, 21:25, 25:21, 13:25)        |              |              |
| Mecz o 5-8 miejsce |                     |                                         |              |              |
| 06.09.2006         | Holandia            | 1:3 (23:25, 25:27, 25:14, 31:33)        |              |              |
| Mecz o 7 miejsce   |                     |                                         |              |              |
| 06.09.2006         | Słowacja            | 3:0 (25:19, 25:18, 25:17)               |              |              |

## Mistrzostwa Świata 2003
Trenerzy
- Grzegorz Ryś - trener
- Włodzimierz Madej - asystent trenera

| Nr | Imię i nazwisko      | Data ur.   | Wzrost | Pozycja      |
| -- | -------------------- | ---------- | ------ | ------------ |
| 1  | Michał Kaczmarek     | 26.12.1984 | 200    | środkowy     |
| 2  | Marcin Możdżonek     | 09.02.1985 | 212    | środkowy     |
| 3  | Artur Augustyn       | 06.01.1983 | 197    | środkowy     |
| 6  | Paweł Woicki         | 29.06.1983 | 183    | rozgrywający |
| 8  | Michał Ruciak        | 22.08.1983 | 190    | przyjmujący  |
| 9  | Dariusz Szulik       | 02.05.1983 | 204    | środkowy     |
| 12 | Marcel Gromadowski   | 19.12.1985 | 202    | atakujący    |
| 13 | Michał Winiarski     | 28.09.1983 | 200    | przyjmujący  |
| 14 | Mariusz Wlazły       | 04.08.1983 | 194    | atakujący    |
| 15 | Bartłomiej Neroj     | 22.11.1984 | 200    | rozgrywający |
| 17 | Marcin Kryś          | 15.01.1983 | 192    | libero       |
| 18 | Arkadiusz Olejniczak | 30.01.1984 | 192    | przyjmujący  |

### Mecze
| Data         | Przeciwnik          | Wynik                                   | Raport       |              |
| Faza grupowa | Faza grupowa        | Faza grupowa                            | Faza grupowa | Faza grupowa |
| ------------ | ------------------- | --------------------------------------- | ------------ | ------------ |
| 23.08.2003   | Brazylia            | 0:3 (21:25, 28:30, 17:25)               | raport       |              |
| 24.08.2003   | Tunezja             | 3:0 (25:20, 25:21, 25:17)               | raport       |              |
| 25.08.2003   | Kanada              | 3:1 (25:18, 27:29, 25:22, 25:15)        | raport       |              |
| Ćwierćfinał  |                     |                                         |              |              |
| 29.08.2003   | Serbia i Czarnogóra | 3:1 (26:24, 25:23, 22:25, 25:23)        | raport       |              |
| Półfinał     |                     |                                         |              |              |
| 30.08.2003   | Bułgaria            | 3:1 (21:25, 27:25, 25:20, 25:21)        | raport       |              |
| Finał        |                     |                                         |              |              |
| 31.08.2003   | Brazylia            | 3:2 (25:23, 20:25, 25:23, 22:25, 15:11) | raport       |              |